# Лонкоцини (Великопольське воєводство)
Лонкоцини (пол. Łąkociny) — село в Польщі, у гміні Острув-Велькопольський Островського повіту Великопольського воєводства.
Населення — 825 осіб (2011).

## Демографія
Демографічна структура станом на 31 березня 2011 року:
|          | Загалом | Допрацездатний вік | Працездатний вік | Постпрацездатний вік |
| -------- | ------- | ------------------ | ---------------- | -------------------- |
| Чоловіки | 396     | 70                 | 274              | 52                   |
| Жінки    | 429     | 84                 | 249              | 96                   |
| Разом    | 825     | 154                | 523              | 148                  |